# Пиринска теменуга
Пиринската теменуга (Viola perinensis W. Becker) е растение от семейство Теменугови (Violaceae). То е балкански ендемит, вписан в Червената книга на България и в Закона за биологичното разнообразие като застрашен вид.

## Описание
Пиринската теменуга е многогодишно тревисто растение. Листата ѝ са повече или по-малко месести, целокрайни, рядко плитконазъбени. Цветовете ѝ са без мирис, единични в пазвите на средните и горните листа, гледани фронтално - обратнотрапецовидни. Венчелистчетата са жълти или синьо-виолетови; горните, насочени нагоре, са закръглени до почти кръгли, а страничните са разперени встрани и извити към горните, като ги припокриват значително; долното е обратносърцевидно, с надлъжни виолетови жилки. Плодът е кутийка.
Пиринската теменуга цъфти от май до август, плодоноси от юли до септември. Размножава се предимно със семена (те са с добра кълняемост) и рядко вегетативно..

## Разпространение
Среща се в Югозападна България – в Пирин и Славянка, на надморска височина от 1100 до 2800 m, като основната част от популациите е във високопланинския пояс, и в Северна Гърция.

## Застрашеност
Популациите от пиринска теменуга са застрашени от многобройните туристи, които берат и правят букети, утъпкват и замърсяват находищата, от пашата по високопланинските ливади и пасища и утъпкването от диви животни, както и от природни бедствия (пожари, свлачища).

## Опазване
За да бъде опазена, пиринската теменуга е вписана в Червената книга на България и е обявена за защитен вид съгласно Закона за биологичното разнообразие. Находищата ѝ в Пирин са в границите на националния парк „Пирин“ и в резервата „Баюви дупки – Джинджирица“, а в Славянка – в резервата „Алиботуш“; намират се в защитени зони от Европейската екологична мрежа „Натура 2000“ в България.
Необходим е мониторинг на състоянието на популациите, проучване на числеността и площта им, на биологията и екологията на вида, а също така събиране и съхраняване на семенен материал за Националната семенна генна банка в град Садово.